# Suavodrillia kennicotti
Suavodrillia kennicotti — вид морских брюхоногих моллюсков из семейства Borsoniidae отряда Neogastropoda.
Высота раковины до 27, диаметр до 10,5 мм. Она толстостенная, с 7,5 оборотами, ее окрас молочно-белый или серовато-желтоватый. слегка приподнятыми, сигмообразно изогнутыми осевыми линиями роста, пересекающими выступающие раздвинутые спиральные ребра. Обитает в северо-восточной части Тихого океана от Японского до Берингова моря, и у побережья Аляски. Бентосное животное, встречается на песчаных и илисто-песчаных грунтах, часто среди водорослей, на глубине 25—60 м. Хищный моллюск. Откладывает на раковины других моллюсков небольшие, лепешковидные, яйцевые капсулы бурого цвета. В жизненном цикле нет личинки-трохофоры. Безвреден для человека, охранный статус вида не определён. Не является объектом промысла.